# ژوسلین ماوونگو
ژوسلین ماوونگو (فرانسوی: Jocelyne Mavoungou‎؛ زادهٔ ۲۲ سپتامبر ۱۹۸۶) بازیکن هندبال اهل جمهوری کنگو است که عضو تیم ملی هندبال زنان جمهوری کنگو است. وی همچنین در باشگاه هندبال لو هاور بازی می‌کند.